# Cinegramas

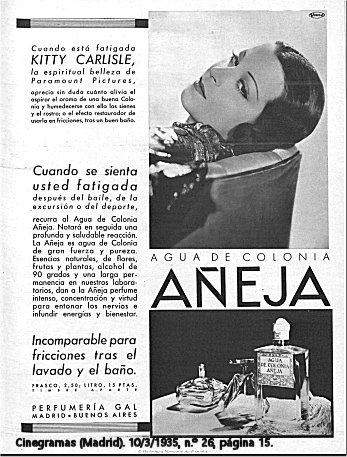
Anuncio publicitario de la revista Cinegramas, número 26, de 10 de marzo de 1935, de agua de colonia Añeja (Perfumeria Gal), con la actriz Kitty Carlisle.

Cinegramas fue una revista de carácter semanal sobre cine, que se publicó en España entre septiembre de 1934 y julio de 1936.

## Historia
Fue una las publicaciones periódicas de cine de mayor circulación durante la Segunda República Española, junto a Arte y Cinematografía (1910-1936), Popular Film (1926-1937) y Nuestro Cinema (1932-1935), en un momento en que el cine se había convertido en un espectáculo de masas. Estaba editada por el grupo editorial Prensa Gráfica, que también publicaba Mundo Gráfico (1911-1938) y Crónica (1929-1938).
En 1934, lanzó una campaña contra el tipo del 7,5% del Impuesto de utilidades que gravaba la recaudación en taquilla de las películas, que había instaurado el gobierno de la República, consiguiendo que se rebajara para las películas españolas hasta el 1’5% y el 4’5% para las extranjeras.

## Descripción
Con una cubierta estampada a color y gran despliegue gráfico daba cuenta de rodajes, estrenos, crítica y exhibición de películas, englobando la cinematografía española, europea, mexicana y estadounidense. Se publicaron 97 número entre 1 de septiembre de 1934 y 19 de julio de 1936, dejando de publicarse con el comienzo de la Guerra civil. Estuvo dirigida por Antonio Valero de Bernabé.

## Colaboradores
- Santiago Aguilar Oliver
- Josep Renau
- Florentino Hernández Girbal
- Manuel Bayo Marín
- Manuel Martínez Gargallo
- Antonio Guzmán Merino
- Carlos Fernández Cuenca
- Antonio Fernández-Román